# Matteo I di Montmorency
Matteo I di Montmorency (1100 circa – 1160), figlio maggiore di Burcardo IV di Montmorency e Agnese di Beaumont-sur-Oise, signora di Conflans-Sainte-Honorine, fu signore di Montmorency, Écouen, Marly-le-Roi, Conflans-Sainte-Honorine e Attichy.

## Biografia
Approfittò abilmente del favore di cui godeva presso due re fra loro nemici, Enrico I d'Inghilterra e Luigi VII di Francia. Il primo gli diede in sposa nel 1126 la propria figlia naturale Alix o Aline, mentre il secondo gli concesse nel 1138 la carica di connestabile dei suoi eserciti.
Nel 1141 andò in guerra per conto di Luigi VII contro il conte di Tolosa. Forse fu reggente del regno insieme all'abate Sugerio di Saint-Denis durante l'assenza di Luigi, partito per la Palestina per la seconda crociata; fu munifico in donazioni all'abbazia di San Vittore.
Da quando il re Roberto II nel 997 aveva costretto il suo antenato Burcardo il Barbuto a lasciare il suo possedimento sull'isola di Saint-Denis - da dove imponeva il pedaggio alle barche che passavano sulla Senna comprese quelle dell'abbazia di Saint-Denis, il che portò l'abate Vivien a citarlo di fronte alla giustizia del re - in cambio della signoria di Montmorency, per allontanarlo dall'abbazia, la famiglia fece di tutto per ampliare il proprio dominio a scapito di quello dei monaci. Matteo I fondò il priorato di Bois-Saint-Père presso il castello della Chasse e la collegiata di Saint-Martin a Montmorency.

## Matrimoni e discendenza
Intorno al 1126 sposò Aline o Alice, figlia illegittima del re Enrico I d'Inghilterra, che gli diede:
1. Henri, morto giovane[5];
2. Burcardo V di Montmorency,[6] († 1189, Gerusalemme), che sposò nel 1173 Lauretta o Laurence de Hainaut († 9 agosto 1181), figlia del conte Baldovino IV di Hainaut. Loro figlio fu Matteo II di Montmorency soprannominato il Grande, o il Gran Connestabile;
3. Thibaud de Montmorency, signore di Marly, partì per la crociata nel 1173. Terminò la sua vita come monaco di Cîteaux nel 1190[5];
4. Hervé de Montmorency, abate di Saint-Martin de Montmorency, poi diacono e decano della Chiesa di Parigi[5];
5. Mathieu I di Marly, ereditò la signoria di Marly dal fratello Thibaud e divenne il capostipite del ramo Montmorency-Marly; fu crociato nella terza e quarta crociata; marito di Mathilde de Garlande, fu padre di Bouchard de Marly e di Marguerite che sposò Aymeri III di Narbona.

Nel 1141, Matteo di Montmorency sposò in seconde nozze Adelaide di Savoia (1092–1154), vedova del re Luigi VI di Francia.